# باريكوتين (بركان)

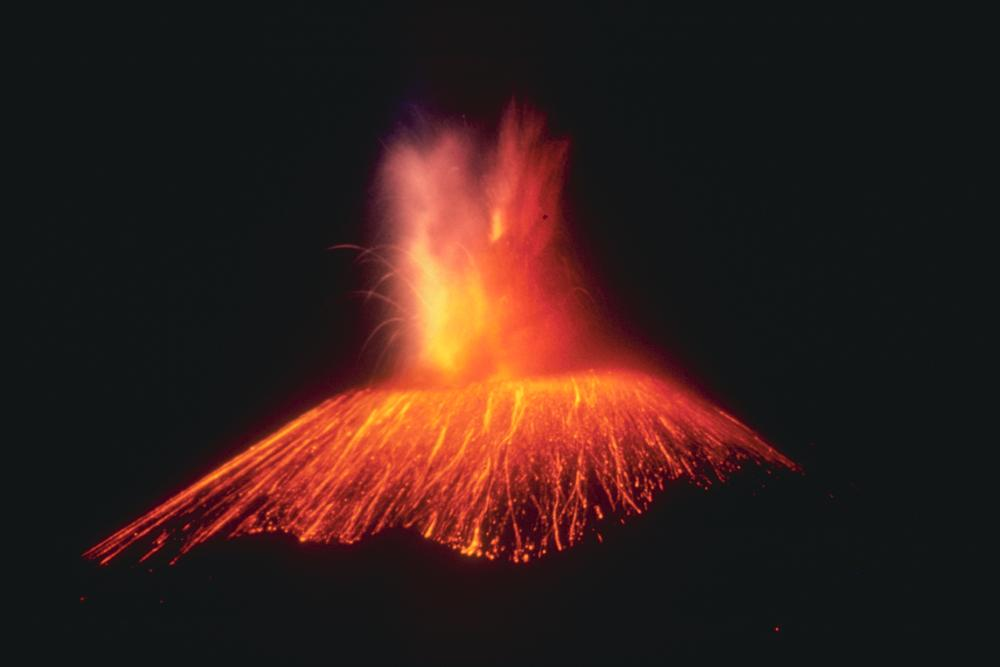
ثورة بركان باريكوتين في عام 1943

بركان باريكوتين يعدّ أشهر جبل ناري حديث يوجد في النصف الغربي من الكرة الأرضية. يقوم على مقربة من مدينة أريوبان في الجنوب الغربي للمكسيك. أٌطْلق على هذا الجبل هذا الاسم بعد أن دمر البركان قرية باريكوتين.
ظهر الجبل الناري في حقل للذرة الشامية في 20 فبراير 1943م إثر انشقاق في الأرض. وانبثقت مقذوفات البركان منه، وشكلت مرتفعًا مخروطيًا حوله، وقامت سحائبه بتعتيم الأجواء لمسافة ستة كيلو مترات. وفي نهاية الأُسبوع، ارتفعت شقوق الأرض إلى هضبة بلغ ارتفاعها 140م. وبعد شهرين بلغ ارتفاع الجبل حوالي 300م.
وهدمت حمم البركان قريتي باريكوتين وسان خوان.كما قضت على تسع قرى أخرى، وأحال البركان مساحات شاسعة من الأراضي الزراعية والغابات إلى أرض غير صالحة للزراعة حتى توقف نشاطه في 1952م.
وفي الوقت الراهن، تقع باريكوتين على ارتفاع قدره 410م أعلى مما كانت عليه من قبل، وعلى ارتفاع 2808م من مستوى سطح البحر. وامتدت مقذوفات البركان من الحمم حتى غطت مساحة 24كم² تقريبًا. أما الرماد البركاني والرمال فقد امتدت لمسافة 50كم². ويُعدّ بركان باريكوتين ـ مثل غيره من براكين جنوب المكسيك ـ جزءًا من محور البراكين الذي يطلق عليه خط البراكين المستعرض. وهو سلسلة من البراكين تمتد عبر المكسيك في اتجاه الشرق والغرب.

## مزيد من الصور

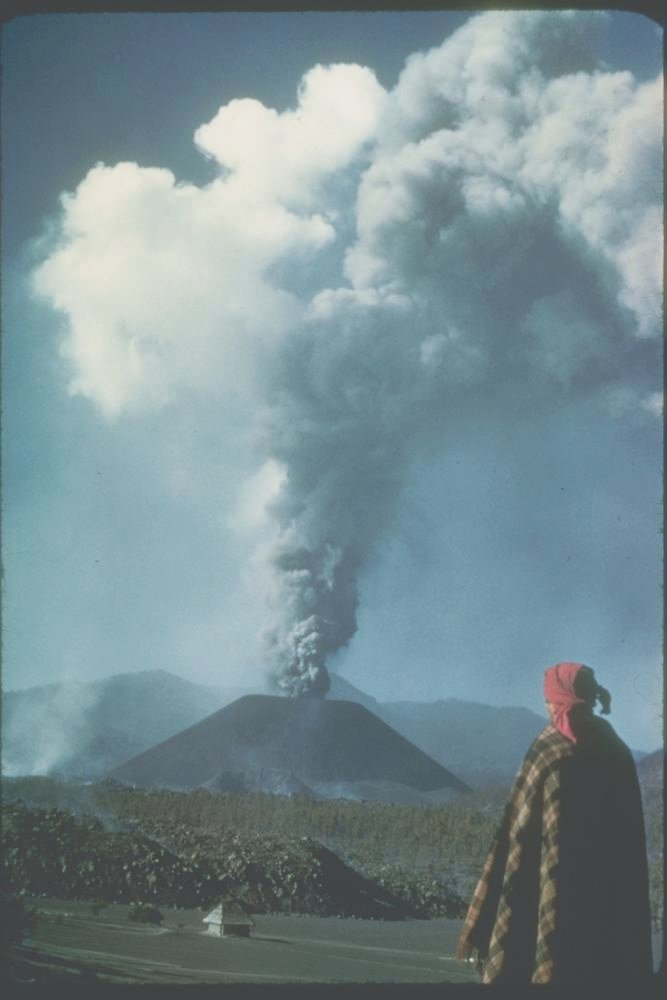
مخروط الغبار والحمم من عام 1943
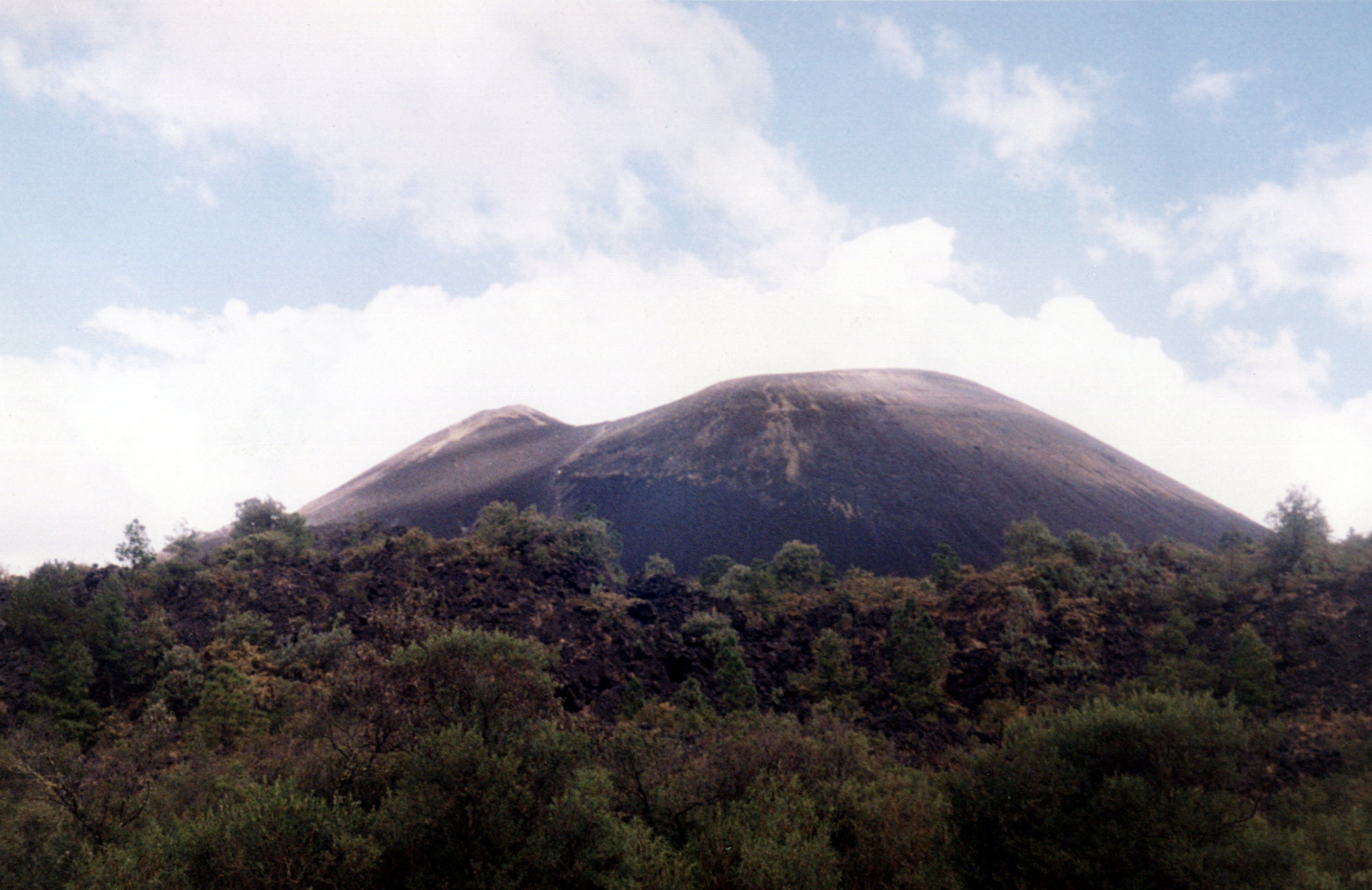
عام 1994
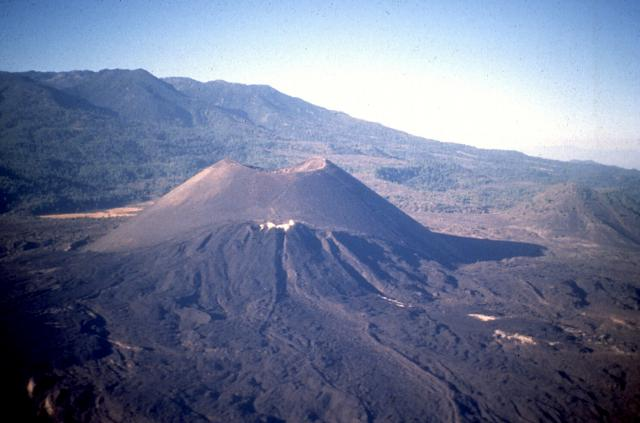
عام 1997